# Cleveland (hrabstwo Jackson)
Cleveland – miasto w Stanach Zjednoczonych, w stanie Wisconsin, w hrabstwie Jackson.